# Automobile Craiova
S.C. Automobile Craiova S.A., in Kurzform auch ACSA genannt, ist ein ehemaliger Automobilhersteller mit Sitz in der rumänischen Stadt Craiova.

## Geschichte
Das Unternehmen entstand 1991 nach der Privatisierung als Nachfolger der Oltcit S.A. Im Oktober 1994 gründete Automobile Craiova das Joint Venture Daewoo Romania (gemeinsam mit Daewoo, das daran eine Mehrheit von 51 % hielt).
Laut eigener Website war Automobile Craiova zumindest zwischen Februar 2002 und Juni 2004 als Daewoo-Händler, Teilehersteller und -händler sowie Hersteller von Fenstersystemen tätig.
Im September 2007 erwarb Ford (als einziger Bieter) für 57 Millionen USD 72,4 % des Kapitals von Automobile Craiova, verbunden mit der Zusage, 675 Millionen USD in die Produktionsanlagen zu investieren und zusätzliche Stellen zu schaffen. Dabei übernahm Ford mehrheitlich sowohl Daewoo Romania als auch Automobile Craiova. Seit Mai 2009 hält Ford sogar einen Anteil von 95,63 % an Automobile Craiova.
Später wurde das Unternehmen in Ford Romania umbenannt.

## Modelle
Produziert wurde der Kleinwagen Oltcit, zunächst unter seinem ursprünglichen Markennamen. Dieser wurde bald in Oltena geändert: 1989, 1991 oder 1994. Ab 1995 bekam der Oltena ein Facelift und den Namen „Rodae“ (Romanian Daewoo).